# Сураж (гмина)
Сураж (пол. Suraż) — городско-сельская гмина (волость) в Польше, входит как административная единица в Белостокский повет Подляского воеводства. Население — 2075 человек (на 2011 год).

## Демография
Данные по переписи 2011 года:
| Перепись            | Всего | Мужчины | Женщины |
| ------------------- | ----- | ------- | ------- |
| Всего               | 2075  | 1024    | 1051    |
| Городское население | 1007  | 494     | 513     |
| Сельское население  | 1068  | 530     | 538     |

## Поселения
1. Докторце
2. Коньцовизна
3. Ковале
4. Лешня
5. Осташе
6. Острув
7. Рынки
8. Сураж
9. Сьредзиньске
10. Татарска
11. Завыки
12. Завыки-Ферма
13. Зимнохы-Суслы
14. Зимнохы-Свехы

## Соседние гмины
1. Гмина Юхновец-Косцельны
2. Гмина Лапы
3. Гмина Посвентне
4. Гмина Туроснь-Косцельна
5. Гмина Вышки